# Miku Flick
Miku Flick (ミクフリック) est un jeu vidéo de rythme développé en 2012 par Sega et Crypton Future Media pour le système d'exploitation iOS pour iPhone, iPad et iPod Touch. Le jeu est un opus dérivé de la série Hatsune Miku: Project DIVA. Il est sorti au Japon le 9 mars 2012 et à l'international le 9 avril. Le jeu s'appuie uniquement sur la Vocaloid Hatsune Miku qui interprète la totalité des chansons. Miku Flick est le premier jeu de la série Project DIVA à sortir en anglais en dehors du Japon,.
Une suite du jeu, intitulée Miku Flick/02, est sortie le 10 août 2012.
Le 29 septembre 2017, le jeu est retiré de l'App Store, le site officiel indiquant « diverses circonstances indépendantes de notre volonté » comme raison.

## Système de jeu
Miku Flick est jeu de rythme, dont son gameplay diffère grandement de la série originale Hatsune Miku: Project DIVA. Le joueur peut sélectionner ses chansons à l'aide d'un système Cover Flow parmi une sélection de treize chansons, toutes interprétées par Hatsune Miku. C'est le premier jeu de la série à ne présenter aucun autre Vocaloid en dehors de Hatsune Miku. C'est également le premier opus à ne pas utiliser de vidéos promotionnelles rendues en temps réel. En effet, elles sont pré rendues avec des graphismes issus de Project DIVA Arcade. Le jeu comporte deux autres modes : « PV » où les joueurs peuvent regarder les vidéos promotionnelles des différentes chansons du jeu et « Break the Limit » où il s'agit de la difficulté du jeu la plus extrême,.
Au sein des chansons, le gameplay diffère également grandement. L'accent est mis sur les paroles de la chanson plutôt que sur le rythme et les pulsations. Le jeu comporte dix tuiles, disposées dans une grille 3×3, la colonne du milieu ayant un quatrième tuile en bas. Chacune de ces tuiles contient une parole en hiragana, lorsque cela est indiqué, le joueur glisse la tuile dans la direction indiquée. Les paroles de chaque chanson sont indiquées au-dessus des tuiles, de droite à gauche, avec un cercle sur la gauche. Lorsque les paroles indiquées atteignent le cercle, le joueur doit toucher la tuile des paroles et la faire basculer dans la direction indiquée. Des flèches apparaissent automatiquement sur les tuiles à toucher pour faciliter la tâche du joueur, mais cette aide peut être supprimée dans les options. Le timing est tout aussi essentiel que dans le jeu original, car le jeu conserve le système de points ainsi que le système de notation de la précision de la série originale. La version originale japonaise ne fournit que des tuiles en hiragana, tandis que la version localisée prend en charge la romanisation afin que les tuiles comportent des lettres reconnaissables pour les lecteurs anglais,.

### Liste des chansons
Le jeu contient douze chansons, chacune d'entre elles correspondant à un niveau. Le joueur commence le jeu avec trois chansons dans son répertoire. Lorsqu'il réussit à terminer un niveau, il débloque une nouvelle chanson. The Disappearance of Hatsune Miku est déverrouillée quand le joueur complète chaque chanson en difficulté facile et normal. Si le joueur parvient à terminer The Disapearance of Hatsune Miku en difficulté normal ou difficile, Magical Sound Shower est déverrouillée juste après le générique, laissant au joueur un total de quatorze chansons.
| Liste des chansons                                                                                 | Liste des chansons                    | Liste des chansons |
| -------------------------------------------------------------------------------------------------- | ------------------------------------- | ------------------ |
| Titre de chanson                                                                                   | Producteur                            |                    |
| Loving VOC@LOID (恋スルVOC@LOID, Koisuru VOC@LOID)                                                 | Projet OSTER                          |                    |
| moon                                                                                               | iroha(sasaki)【はっか+iroha／iroha】  |                    |
| World is Mine (ワールドイズマイン, Warudo Izu Main)                                                | ryo                                   |                    |
| Time Limit (タイムリミット, Taimu Rimitto)                                                         | Nord-T                                |                    |
| Finder (DSLR remix - re:edit) (ファインダー (DSLR remix - re:edit), Fainda (DSLR remix - re:edit)) | kz                                    |                    |
| Vegetable Juice (ぽっぴっぽー, PoPiPo)                                                             | ラマーズP                             |                    |
| Melt (メルト, Meruto)                                                                              | ryo                                   |                    |
| Electric Angel (えれくとりっく・えんじぇぅ, Erekutorikku Enjeu)                                    | ヤスオ                                |                    |
| Love Words (愛言葉, Ai Kotoba)                                                                     | DÉCO*27                               |                    |
| Romeo and Cinderella (ロミオとシンデレラ, Romio to Shinderera)                                     | dorico                                |                    |
| StargazeR                                                                                          | 骨盤P                                 |                    |
| Your Diva (あなたの歌姫, Anata no Utahime)                                                         | Azuma                                 |                    |
| The Disappearance of Hatsune Miku (初音ミクの消失, Hatsune Miku no Shoushitsu)                     | Cosmo                                 |                    |
| Magical Sound Shower                                                                               | HIRO (musique) & Kusemono-P (paroles) |                    |

### Note
- (en) Cet article est partiellement ou en totalité issu de l’article de Wikipédia en anglais intitulé « Miku Flick » (voir la liste des auteurs).